# Ян Антоневич-Болоз
Ян Антоневич-Болоз (пол. Jan Antoniewicz-Bołoz; 3 травня 1858, с. Скоморохи, нині Чортківського району — 29 вересня 1922, м. Бад-Ельстер, Німеччина) — польський історик, мистецтвознавець, літературознавець вірменського походження. Доктор філософії (1880 р.). Професор (1893). Член Польської Академії Наук (1897 р.). Псевдонім — Peregrinus.

## Життєпис
Народився 3 травня 1858 року в с. Скоморохи, нині Чортківського району Тернопільської області, Україна (тоді Королівство Галичини і Володимирії, Австрійська імперія).
Навчався у Краківському університеті (1876–1880, спочатку правничі науки, які невдовзі їх покинув на користь вивчення філології, в основному германістики і романістики). На подальше навчання виїхав до Вроцлавського університету (1880—1882), а далі Мюнхенського університету (1884—1986), де працював під керівництвом Карла Вайнгольда, Конрада Гоффмана і Міхаеля Бернайса. Для докторської дисертації була запропонована тема дослідження: «Die Entstehung des Schillerschen Demetrius».
Вразливий до краси мистецтва, він познайомився за кордоном з його художніми пам'ятками і зайнявся музикою Вагнера, а в основному його теорією музичної драми. Свою знайомість з літературою і поезією поглибив філософією і естетикою поезії, після чого перекинувся на поле досліджень художніх мистецтв. Саме цей шлях навчання і різноманітність захоплень створив для нього широку базу для артистичного суду в оцінці явищ мистецтва.
У 1885 р. видав в «Pamiętniku Akademji Umiejętności» дослідження: «Про середньовічні джерела до різьблень, що знаходяться на шкатулці із слонової кістки в Скарбниці катедри на Вавелі». У 1885 році став членом комісії історії мистецтва Академії знань.
Коли в 1892 році у Львівському університеті було утворено кафедру історії мистецтва, очолив її в 1893 році як понадштатний професор.
В той же час він став реставратором пам'ятників середньовічного та сучасного мистецтв, в 1897 р. членом-кореспондентом Академії Знань, у 1898 р. звичайним професором. Організував при своїй кафедрі Інститут Історії Мистецтва, який забезпечував протягом багатьох років багатим науковим апаратом, фаховою бібліотекою, репродукціями, фотографіями і діапозитивами.
Працював керівником кафедри історії новітнього мистецтва Львівського університету (1893–1922) і директором Інституту історії мистецтва (1894–1922).
Співзасновник наукового товариства у Львові (1920 року), заснував в ньому секцію історії мистецтва (1922 рік). Досліджував питання теорії мистецтва, а також історію польської літератури та мистецтва, зокрема епохи ренесансу і модернізму. Був членом журі конкурсів на проект костелу святої Єлизавети у Львові (1903), на проект пам'ятника Анджею Потоцькому у Львові (1910), нової будівлі Львівського університету (1913).
Особливо цікавився архітектурою західноукраїнських вірменів, зокрема, в Станиславові, Снятині, Тисмениці, Кутах (тепер Івано-Франківська область).
Припускав, що Станіслав Строїнський міг бути автором розписів домініканського костелу в містечку Золотий Потік.

## Твори
- Poezya polska w Ameryce (1881)
- O średniowiecznych źródłach do rzeźb, znajdujących się na szkatułce z kości słoniowej w skarbcu Katedry na Wawelu (1885)
- «Ostatni» Krasińskiego (1889)
- Ikonographisches zu Chrestien de Troyes (1890)
- Młodość Krasińskiego: próba syntezy (1891)
- Katalog Wystawy sztuki polskiej 1764—1886 (1894)
- Bohater ostatniej powieści Sienkiewicza: studyum nad «Bez dogmatu» (1896)
- Historya, filologia i historya sztuki: odczyt wygłoszony na IV Walnem Zgromadzeniu Towarzystwa filologicznego we Lwowie d. 23 maja 1896 r. (1897)
- Cele i drogi sztuki kościelnej (1897)
- O malarstwie polskiem: z powodu dzieła J. Mycielskiego (1898)
- Świątynia zagadkowa Lionarda da Vinci (1900)
- O wieczerzy Lionarda da Vinci: (Das Abendmahl Lionardos) (1904)
- Senae Triplices: uwagi o sztuce syeneńskiej i florentyńskiej z powodu «Sieny» Kazimierza Chłędowskiego (1905)
- Raz jeszcze «Nasz Raffael» (?) (1908)
- Grottger (1910)
- «Wojna» Artura Grottgera (1911)
- Stance Zygmunta Krasińskiego (1911)
- Wykład Jana Bołoza Antoniewicza Klasycy i romantycy wobec sztuki [… 15 marca 1917] (1917)
- Leonardo da Vinci: w czterechsetletnią rocznicę jego śmierci 2 maja 1519 (1919)
- «Lament» opatowski i jego twórca" (1921)